# Berchemia medogensis
Berchemia medogensis är en brakvedsväxtart som beskrevs av Yi Ling Chen och Y.F.Du. Berchemia medogensis ingår i släktet Berchemia och familjen brakvedsväxter. Inga underarter finns listade i Catalogue of Life.